# Ruta thesioides
Ruta thesioides là một loài thực vật có hoa trong họ Cửu lý hương. Loài này được Fisch. ex DC. miêu tả khoa học đầu tiên năm 1824.